# Kung Jing av Zhou
Kung Jing (周敬王; Zhōu Jìngwáng), personnamn Ji Gai (姬匄), var en kung över den kinesiska Östra Zhoudynastin och regerade 519 till 476 f.Kr.
Efter kung Jiings död uppstod en tronföljdskris bland hans prinsar. De höga ministrarna tillsatte prins Meng, känd som kung Dao, som regent, men prinsen blev omedelbart mördad av den äldsta tronarvingen prins Chao. Prins Chao hävdade sin rätt till tronen, men Prins Gai lyckades vinna kampen om tronen och tillträdde som kung Jing, med hjälp från Hertig Ding av Jin.
Kung Jing efterträddes 476 f.Kr. av sin son Kung Yuan.